# Капшино
Капшино — село в Калязинском районе Тверской области. Входит в состав Нерльского сельского поселения.

## География
Село расположено на берегу реки Нерль в 14 км на северо-запад от центра поселения села Нерль и в 32 км на юг от райцентра города Калязина.

## История
Возникновение монастыря в селе Капшине, возможно, относится ко времени правления московского князя Василия Дмитриевича (1389-1425). В Кашинской Писцовой книге за 1628-1629 гг. записано: в монастыре значится три храма: соборный храм знамения Честного Животворящего Креста Господня, теплый с трапезою во имя Покрова Пресвятой Богородицы и малый надвратный - во имя Святителя Николая. По указу Екатерины II в 1764 году 3наменский Капшин монастырь был упразднен и превращен в приход.
В 1830 году в селе была построена каменная Знаменская церковь с 5 престолами, распространена в 1858 году.
В конце XIX — начале XX века село входило в состав Поречской волости Калязинского уезда Тверской губернии. В 1888 году в селе было 42 двора, церковно-приходская школа (70 учеников), промыслы: сапожный, башмачный.
С 1929 года село являлось центром Капшинского сельсовета Нерльского района Кимрского округа Московской области, с 1935 года — в составе Калининской области, с 1956 года в составе — Калязинского района, с 1994 года — центр Капшинского сельского округа, с 2005 года — в составе Нерльского сельского поселения.
До 2013 года в селе работала Капшинская основная общеобразовательная школа.

## Население
| 1859 | 1888 | 1897 | 1997 | 2002 | 2008 | 2010 |
| ---- | ---- | ---- | ---- | ---- | ---- | ---- |
| 249  | ↘224 | ↗939 | ↘332 | ↘299 | ↘290 | ↘249 |

## Инфраструктура
В деревне есть фельдшерско-акушерский пункт, дом культуры, отделение почтовой связи.

## Достопримечательности
В селе сохранилась колокольня церкви иконы Божией Матери "Знамение" (1839)